# Club Patín Alcobendas
|                      |                                          |
| Datos Generales      |                                          |
| Nombre completo      | Club Patín Alcobendas                    |
| Deporte              | Hockey                                   |
| Fundación            | 1974                                     |
| Presidente           | Ricardo Gómez Veiga                      |
| Entrenador           | Marcos Rey Acal                          |
| Instalaciones        |                                          |
| Centro deportivo     | Pol. Municipal José Caballero            |
| Uniforme             |                                          |
| Verde Blanco Titular | Rojo Blanco Alternativo                  |
| Última Temporada     |                                          |
| Liga                 | OK Liga                                  |
| 2018 - 2019          | 13º Clasificado (Descenso Ok Liga Plata) |
| Sitio web oficial    |                                          |

El Club Patín Alcobendas es un club de Hockey sobre patines situado en la ciudad de Alcobendas, en la Comunidad de Madrid. Fue fundado en 1974. Tiene un equipo masculino que actualmente milita en la OK Liga Plata y un equipo femenino que compite en la OK Liga Femenina.

## Historia

### Inicios
El Club Patín Alcobendas es la continuación del histórico Ruán Alcobendas, club fundado en 1974 y que a lo largo de su andadura, paseó su nombre por diferentes pistas de España, Italia y Portugal.
En aquella época, 1974, Alcobendas no contaba con las instalaciones de hoy y los primeros jugadores tuvieron que buscarse un sitio donde practicar deporte. Poco a poco, bajo las órdenes de Gerardo Pérez se fue formando un equipo, construyéndose una pista de hockey en el Polideportivo Municipal. El equipo se federa y participa en la Liga madrileña en categoría juvenil con éxito.
Poco después es absorbido por el Pilarista, del que pasa a ser segundo equipo, hasta el año 1976 cuando el equipo había disputado la promoción de ascenso a División de Honor.
Es entonces cuando se llega a un acuerdo con el Ayuntamiento para jugar en Alcobendas, aunque con el nombre de Pilaristas. En un momento dado, D. Rufo Torroba, empresario de Alcobendas, de forma particular, financia al equipo, siendo éste el primer paso para el nacimiento del Club Patín Ruán. En 1978 se terminan las obras del pabellón cubierto con lo que el frío, nieve y lluvia pasan a la historia.
Con el nuevo pabellón, el Hockey sobre Patines comienza a arrastrar seguidores. Por aquel entonces el Club disponía de un potente equipo sub-23 y de un más que respetable conjunto infantil. También, y en el año 78, se disputa la final de la Copa del Rey en Alcobendas.

### Ascenso a división de honor
No se alcanza el ascenso a División de Honor hasta la campaña 79-80, en una memorable temporada, consiguiéndose el ascenso ante el Piera, segundo clasificado, tras un inapelable 6-1 con todo el pabellón abarrotado y en estado de éxtasis. Ha sido la primera vez que un club deportivo de Alcobendas consigue jugar en División de Honor. En 1981 se funda el Club Patín Alcobendas, con el fin de cubrir el hueco entre la escuela y el equipo de División de Honor. 
El Club Ruán continúa una serie de temporadas alternando descensos y ascensos entre División de Honor y Primera División. El Club Patín Alcobendas que acoge a las bases comienza a escalar posiciones en el hockey madrileño alcanzando Fases de Sector y Campeonatos de España en varias categorías. En la temporada 88-89 la firma comercial Ruán de D. Rufo Torroba, decide terminar su colaboración después de más 13 años en los que se consolidó una cantera y una tradición muy importante en el Hockey sobre Patines en la ciudad de Alcobendas. D. Rufo Torroba cede generosamente la plaza de 1ª División al club que siempre había ejercido de cantera, el C.P. Alcobendas. En la temporada 89-90, los antiguos jugadores del Ruán deciden participar en segunda con el nombre de Hockey Club Alcobendas, ascendiendo a primera división en ese año, mientras que el club cantera perdía la categoría.

### La unión
Es entonces cuando Luis Giménez Fábregas, antiguo jugador del Ruán y del Hockey Club Alcobendas, propone la unión de los dos clubes que había en Alcobendas en la temporada 90-91, asumiendo el nombre existente de Club Patín Alcobendas, marcándose los objetivos de recuperar la categoría de División de Honor para la ciudad y la Comunidad de Madrid y consolidando una cantera lo suficientemente sólida que alimentase al primer equipo.
El ascenso a División de Honor se consigue en la temporada 95-96 categoría que se conservaría hasta la temporada 2003-2004. Un hito importante se consigue en la temporada 98/99 en la que el equipo queda en 5ª posición en la Liga clasificándose para disputar la Copa de Europa (CERS) por primera vez en su historia y en la historia de cualquier club de Alcobendas. Asimismo se consigue una importante recompensa al trabajo realizado, con el ascenso a Primera División del segundo equipo en la temporada 96/97, con lo cual se pasa a ser, junto al club Liceo, el único equipo con representación en todas las categorías nacionales. Este equipo logró mantenerse hasta la temporada 1999-2000 en la que el reajuste del número de equipos (de 18 a 16) hizo que su decimocuarta posición no le sirviera para eludir el descenso. El equipo retorna la temporada siguiente a Primera, volviendo a descender al acabar la temporada.
El primer equipo luego del descenso en 2004 pasa dos temporadas muy difíciles en las que a punto está de bajar a 1ªB, salvándose en las últimas jornadas. En la temporada 2006-2007 después de estar a dos puntos del ascenso al final de la primera vuelta, una mala segunda vuelta le hace llegar a la última jornada jugándose el descenso en un cara o cruz con el Liceo “B” en la pista de éste. La pérdida del partido consumó la bajada a Liga Sur. Sin embargo al año siguiente tras proclamarse Campeones de la Fase de Ascenso el equipo recupera la plaza en Primera División, que ha mantenido hasta la fecha.
Los siguientes años de la primera plantilla destacaron por basar un proyecto en jugadores salidos de la cantera del Club y durante los tres primeros años de proyecto se consiguen por primera vez dos clasificaciones para disputar la Copa Príncipe. La primera de ellas, en la temporada 08/09, donde alcanzó la final pero se vio superado por el anfitrión, el C.E. Vendrell. En ambas temporadas y en las dos siguientes (11/12 y 12/13) el Club Patín Alcobendas se quedó a un paso del ascenso a Ok Liga, llegando a la última jornada con opciones de ascenso pero dependiendo del rival directo que en ambas ocasiones, no falló y dejó a los madrileños sin su ansiado ascenso a la categoría reina del Hockey Patines. El C.P. Alcobendas siguió luchando por retornar a la Ok Liga en un proyecto basado en jugadores salidos de la cantera y que tan buenas alegrías dieron en sus carreras como jugadores de Base, consiguiendo el ascenso a OK Liga en la última jornada de la edición 2015-1016.
Femenino
El equipo femenino del club tiene grandes logros en su haber, habiendo participado en la máxima categoría, OK Liga Femenina, o habiendo quedado terceras en el campeonato de España, solo detrás de los equipos de Cataluña.

## Cantera
La cantera del Club Patín Alcobendas por su parte ha dado en los últimos años numerosas satisfacciones a la afición, conquistando muchos campeonatos autonómicos de las diferentes categorías, clasificando todas las temporadas a tres o cuatro equipos para las fases de sector y Campeonatos de España. En la historia del Club, se han conseguido ocho medallas de plata y tres de bronce, siendo la última década la más fructífera logrando conseguir cuatro “platas” y un “bronce”. Plata en Infantil y Junior perdiendo la final contra el F. C. Barcelona, plata en Juvenil cayendo contra el C.P. Vic, y nueva plata en Junior perdiendo contra el Liceo, todos ellos grandes históricos de este deporte. Meritorios resultados en esta década pero con la espina clavada de no haber conseguido el mayor galardón a nivel nacional.
También cabe destacar la participación en dos temporadas en la Eurockey Cup, competición europea que congregó a los mejores equipos de cada país europeo en categoría Infantil.
Por su parte segundo equipo del club se proclamó campeón en la temporada 08/09 y subcampeón en la 09/10 en Liga Sur, donde un solo gol más en el último partido les habría dado de nuevo el título. Repitieron puesto en la temporada 14/15 consiguiendo su pase a la Fase de Ascenso a 1ª División Nacional, quedando finalmente subcampeones.
En lo que respecta a la aportación del Club Patín Alcobendas de jugadores a las selecciones autonómicas y nacionales, ha sido sin duda un Club con gran representación de sus jugadores en su historia más reciente. A la habitual aportación de jugadores a la Selección Autonómica Madrileña, es en la temporada 13/14, cuando se consigue el mayor logro deportivo de la historia del Hockey Madrileño, proclamándose Campeones de España con la Selección Madrileña y contando en sus filas con seis de nuestros canteranos.
También se consiguieron notables éxitos deportivos logrando que tres canteranos participasen con la Selección Nacional en Campeonatos de Europa y Mundiales Juvenil y Junior. Álvaro Martínez vistió la elástica nacional en dos ocasiones consiguiendo proclamarse Subcampeón de Europa Juvenil en la temporada 05/06 y campeón del Mundo Sub-20 en la 09/10. Repitió galardón Javier Ibáñez, consiguiendo el Oro en el Mundial Sub-20 celebrado en Barcelos (Portugal) la temporada 11/12. El otro oro conseguido fue a cargo de Ernesto Carmona, que nuevamente el metal más valioso y se proclamó brillante Campeón de Europa Juvenil en la temporada 07/08.

## Escuelas
Alcobendas, cuna del Hockey madrileño y exportador de grandes jugadores de esta modalidad tanto a nivel nacional como internacional, también es el laboratorio de donde han salido los monitores y el grupo de trabajo de las propias escuelas. La trayectoria deportiva y educativa del Club más importante de Madrid marca la línea de trabajo en esta sección.
Por su parte, el número de licencias federativas en Madrid sigue creciendo cada año a pasos agigantados, hasta el punto de que en 2015 la Comunidad Autónoma ha tenido un representante en todos los campeonatos de España celebrados, desde categoría alevín hasta júnior, y en dos de ellos fueron equipos del C.P. Alcobendas los que representaban a la capital. Y en 2014, fue un equipo madrileño quién conquistó la Copa de Europa femenina (C.P. Alcorcón).
Este escenario llevó a pensar que es el mejor momento para implementar el proyecto de escuelas del C.P. Alcobendas como forma de crear y reavivar nuevos y más focos de P y HP. De esta manera procuramos que en Alcobendas el desarrollo sea no sólo más consistente y como también con calidad.
Queremos ampliar nuestro campo de trabajo, seguir creciendo y mostrando a todos nuestros vecinos el atractivo del patinaje y la belleza de un deporte en el que los españoles somos dominadores y donde creemos necesario su continuo desarrollo, y por eso le concedemos tanta importancia a la EPHP (escuela de patinaje y hockey sobre patines).

## Palmarés
A lo largo de la historia del Club, se han conseguido los siguientes hitos:
- 10 Temporadas en División de Honor
- Semifinalista Copa del Rey temp. 97/98 (clasificado para la Final Four)
- Semifinalista Campeonato de Europa (CERS) temp. 98/99
- Once Temporadas en Primera División
- Dos Torneos XXIV horas de Cerdanyola
- Campeón Torneo de Alberique (Valencia)
- 3 veces vencedor Torneo de Grado
- Campeón del Torneo de la Amistad de Novara (Italia)
- Subcampeón del Torneo de Barcelos (Portugal)
- 2 veces Subcampeón Torneo Internacional de Reyes de Alcobendas
- Campeón de Primera División en 4 ocasiones